# Dammtjärnen (Lycksele socken, Lappland, 721659-161421)
Dammtjärnen är en sjö i Lycksele kommun i Lappland och ingår i Umeälvens huvudavrinningsområde.